# Thomas Franke (Fußballspieler)
Thomas Franke (* 21. Januar 1988 in Brandenburg an der Havel) ist ein deutscher Fußballtrainer und ehemaliger -spieler, der sowohl im Mittelfeld als auch in der Verteidigung und dort besonders als Innenverteidiger gespielt hat.

## Karriere
Thomas Franke spielte in seiner Jugend beim FK Hansa Wittstock und dem SSV Einheit Perleberg, bevor er 2003 zu Energie Cottbus wechselte. Im Juni 2006 debütierte er, noch als A-Jugendlicher, in der Reservemannschaft der Lausitzer, für die er bis Sommer 2010 insgesamt 50 Partien in der Regionalliga Nord sowie 16 Einsätze in der NOFV-Oberliga Nord absolvierte. Nachdem Franke im Januar 2008 bei Energie Cottbus seinen ersten Profivertrag unterzeichnet hatte, gab er am 10. April 2010 sein Profidebüt in der 2. Bundesliga, als er beim 4:2-Heimsieg über Fortuna Düsseldorf in der Startformation stand und trotz eines erlittenen Nasenbeinbruches die komplette Partie durchspielte.
Zur Saison 2010/11 unterschrieb Franke einen Einjahresvertrag beim Drittligisten Dynamo Dresden. Nachdem er beim sächsischen Hauptstadtclub keinen neuen Kontrakt erhalten hatte, schloss sich Franke im Sommer 2011 der in der NOFV-Oberliga Nord antretenden TSG Neustrelitz an, mit der er in die Regionalliga Nordost aufstieg und in drei Spielzeiten 82 Spiele absolvierte. Bei der TSG wurde Franke meist als Innenverteidiger eingesetzt und fungierte in den letzten Spielen auch als Mannschaftskapitän. 2015 wechselte er zu Kickers Offenbach in die Regionalliga Südwest, wo er in 21 Spielen eingesetzt wurde. Ein Jahr später verpflichtete der FC Viktoria 1889 Berlin Franke für die Regionalliga. In der Winterpause 2017/18 schloss er sich dem Oberligisten Tennis Borussia Berlin an. Im Sommer 2021 beendete er seine aktive Laufbahn, blieb Tennis Borussia aber als Nachwuchskoordinator erhalten.
Am 16. Februar 2022 wurde er neuer Cheftrainer bei Tasmania Berlin.